# Alicante Ganzin
Die Rotweinsorte Alicante Ganzin ist eine Neuzüchtung zwischen Aramon rupestris – Ganzin Nr. 4 und Alicante Bouschet. Die Kreuzung der Hybridrebe erfolgte im Jahr 1886 durch den Franzosen Victor Ganzin. Aramon rupestris – Ganzin Nr. 4 ist ihrerseits eine Kreuzung zwischen der Rebsorte Aramon und der Wildrebe Vitis rupestris.
Die wuchsschwache und ertragsarme Sorte hat Beeren mit tiefrotem Fruchtfleisch. Die Sorte ist nicht resistent gegen die Reblaus. Der Wein ist neutral im Geschmack, verfügt jedoch über 46-mal mehr Farbe als die Sorte Aramon, zählt also zur Familie der Färbertrauben! Deshalb wurde sie als Partner für die Züchtung weiterer Färbertrauben (Teinturier) – Sorten verwendet, zum Beispiel bei den kalifornischen (→ Weinbau in Kalifornien) Sorten Royalty und Rubired, die beide von Harold Olmo bearbeitet wurden. Der Züchter Albert Seibel verwendete sie ebenfalls für die Seibel-Reben Seibel 4646, Seibel 5437 und Seibel 6339.
Es sind keine Synonyme bekannt.
Abstammung: Aramon rupestris – Ganzin Nr. 4 (Aramon × Vitis rupestris) × Alicante Bouschet.

## Ampelographische Sortenmerkmale
In der Ampelographie wird der Habitus folgendermaßen beschrieben:
- Die Triebspitze ist offen. Sie ist spinnwebig behaart und hellgrün gefärbt. Die Jungblätter sind ebenfalls spinnwebig behaart und kupferfarben gefärbt (Anthocyan).
- Die mittelgroßen Blätter sind fünflappig und tief gebuchtet (siehe auch den Artikel Blattform). Die Stielbucht ist lyren-förmig offen. Das Blatt ist spitz gesägt. Die Zähne sind im Vergleich der Rebsorten sehr eng gesetzt. Im Herbst verfärbt sich das Laub rot.
- Die walzenförmige Traube ist sehr lang. Die ovalen Beeren sind von schwarzblauer Farbe.

Alicante Ganzin ist sehr empfindlich gegen die Pilzkrankheiten Echter Mehltau und Falscher Mehltau. Sie besitzt zwittrige Blüten und ist somit selbstfruchtend. Beim Weinbau wird der ökonomische Nachteil vermieden, keinen Ertrag liefernde, männliche Pflanzen anbauen zu müssen. Aufgrund der Krankheitsanfälligkeit spielt die Sorte im Weinbau jedoch keine Rolle.